# Louredo (Santa Maria da Feira)
Louredo ist ein Ort und eine ehemalige Gemeinde (Freguesia) im portugiesischen Kreis Santa Maria da Feira. Die Gemeinde hatte 1321 Einwohner (Stand 30. Juni 2011).
Am 29. September 2013 wurden die Gemeinden Louredo, Guisande, Lobão und Gião zur neuen Gemeinde União das Freguesias de Lobão, Gião, Louredo e Guisande zusammengeschlossen.